# پادشاه گو
پادشاه گو (کره‌ای: 고왕؛ ۶۴۵ میلادی – ۷۱۹ میلادی) با نام تولد ته جویونگ بنیان‌گذار پادشاهی بالهه بود که از حدود ۶۹۸ بعد از میلاد تا ۷۱۹ بعد از میلاد بر این کشور حکومت کرد.او ژنرال اهل گوگوریو بود که در صفحه ۲۱۹ کتاب جدید تانگ(چین) نیز اشاره شده او اهل گوگوریو است: «大祚榮者，本高麗別種也».
در سال ۶۶۸، سلسلهٔ گوگوریو، توسط سلسله‌های شیلا و تانگ از بین رفت. در نتیجه بیشتر سرزمین گوگوریو به دست تانگ افتاده و حدود صد هزار تن از پناهندگان گوگوریو مجبور شدند تا به تانگ رفته و در آنجا مورد سوءاستفاده شدید قرار گرفتند. بعد از سه دهه تحمل رنج و اندوه، قبیلهٔ گوران در سال ۶۹۸ در منطقه یک شورش را آغاز کرد. در آن زمان بود که یکی از پناهندگان گوگوریو فرصت را غنیمت شمرده و هم وطنان خود را به منطقهٔ سابق گوگوریو در مجاورت رودخانهٔ لیائو هدایت کرد. این شخص کسی جز ته جویونگ نبود.

## پیشینه
ته جویونگ اولین فرزند ژنرال گوگوریویی ته جونگ‌سانگ بود، محل تولد وی مشخص نیست،اما کتاب قدیم تانگ(舊唐書) و کتاب جدید تانگ» (新唐書)، به عنوان فردی از قوم گوگوریو یا وابسته به گوگوریو معرفی شده است.در کتاب جدید تانگ آمده:
"大祚榮者，本高麗別種也"(یعنی:دائه جویونگ از شاخه‌ای از مردم گوگوریو بود.)
در متون تاریخی کره‌ای سامگوک ساگی و سامگوک یوسا، به ارتباط مستقیم بین گوگوریو و بالهه اشاره شده و بالهه به عنوان ادامه‌ای از گوگوریو در نظر گرفته شده است.در این متون آمده که مهاجران و بازماندگان گوگوریو، پس از سقوط آن توسط اتحاد شیلا و تانگ، به بالهه پیوستند.

پدر وی یکی از جنگجویان مورد احترام و تنومند سرزمین گوگوریو بود که طی نبردهای مداوم با تانگ به شهرت رسیده بود و به همین دلیل مقبولیت نسبی را نیز نزد مردم داشت.
ته جویونگ احتمالاً در اواخر سلسلهٔ گوگوریو متولد شده است او و پدرش مصمم بودند تا گوگوریو را احیا کنند. او با سردستهٔ قبیلهٔ مالگال یعنی گول سابیو متحد شد تا پناهندگان گوگوریو و قبایل مالگال را به منطقهٔ شمال شرقی منتقل کنند. سلسلهٔ تانگ تلاش کرد تا ده جویونگ را از پای درآورد، اما ته جویونگ و ارتش او پس از مقاومت، سرانجام پیروز شدند. پس از سال‌ها استثمار و مهاجرت‌های متناوب، پناهندگان گوگوریو از لحاظ جسمانی خسته بودند، با این حال به یک ارتش تنومند مبدل گشته و نبوغ خود را در نبردها نشان دادند. ته جویونگ ۱۰۰۰ کمین را در منطقه انجام داد، استراتژی وی در برابر ارتش سلسله تانگ موفقیت‌آمیز بود. وی با استراتژی‌های بی نقص خود، پیروز میدان نبرد شد. و پس از پیمودن مسافتی ۵۰۰۰ کیلومتری سرانجام در سال ۶۹۸ یک دژ در کوهستان دونگ مو ساخته شده و سرزمین جدید بالهه نامیده شد.

## بنیان‌گذاری بالهه
پس از اینکه ارتش تانگ ته جونگ سانگ را کشت. ته جویونگ نیز ارتش‌های مردمی گوگوریو و سپاهیان قبیله مالگال را یکپارچه کرد و به کشور تانگ (چین امروزی) یورش برد. پیروزی قدرتمندانه او در نبرد چون مون ریونگ بر تانگ، به او توانایی داد تا بتواند امپراتوری گوگوریو را احیا کند. در سال ۶۹۸ ته جویونگ خود را پادشاه خواند و احیای رسمی گوگوریو را اعلام نمود. او مرکز حکومت خود را در جنوب کوهستان دانگمیو بنا کرد و قلعه قدرتمند دانگمیو را ساخت. جویونگ تلاش کرد که بر سیاست‌های میان تانگ و شیلا، خیتان، گوک‌ترک‌ها و تعدادی از قبایل مستقل مالگال دخالت کند و دوستی آنها با تانگ را تمام کند، پس از چند سال این رؤیای ته جویونگ به حقیقت پیوست و کشورهای زیر دست تانگ علیه چین شوریدند.
سرانجام در سال ۷۱۲ ته جویونگ نام امپراتوری خود را بالهه یا پالهه نهاد. در سال ۷۱۳ ته جویونگ لقب «شاه شاهان بالهه» را از امپراتور شوان زونگ اول (امپراتور تانگ) دریافت کرد.
پس از رسیدن به یک دوره از ثبات در امپراتوری، شاه ته جویونگ روشن ساخت که دوستی با سلسله شیلا امکان‌پذیر نیست زیرا ارتش تانگ با کمک شیلا توانست گوگوریو را شکست دهد (گوگوریو خاستگاه کشور بالهه بود). این عقیده غیر دوستانه را پسر ده جویونگ یعنی گومی که جانشین او بود ادامه داد که منجر به دهه‌های متمادی جنگ بی‌نتیجه بین سه کشور شد. هرچند که سلسله تانگ از نظر ارتش برتر بود، با این حال در یک برهه زمانی بالهه توانست شهر بندری چین (یانگ‌ژو) در ساحل دریای زرد را غارت کند و بارها ارتش شیلا را شکست دهد؛ این برتری و سیطره تام بر منچوری و حوالی آن در قرن نهم به اوج رسید.
پس از حدود ۲۳۰ سال از پیدایش آن، بالهه در تاریخ محو شد. در طول زمان این سلسله توجه کمی را به خود جلب کرده بود، با این حال مؤسس آن یعنی ته جویونگ به وسیلهٔ احیای شکوه امپراتوری گوگوریو و القای امید و روحیه شجاعت به پناهندگان گوگوریو اثری به یادماندنی را در تاریخ کره از خود به جای گذاشته است. ته جویونگ تنها یک قهرمان نیست، زیرا دستاوردهای وی نقشی حیاتی را در شکل‌دادن کره ایفا نموده است، وی با احیای سرزمین‌های گوگوریو، آن را از استعمار سلسله تانگ خارج ساخت.

## مرگ و جانشینی
سرانجام شاه ته جویونگ در سال ۷۱۹ از دنیا رفت و پسر او ته مویه (ته گوم) بر تخت سلطنت نشست و پدرش را دفن کرد و به او لقب پادشاه گو را داد. این لقب به این معناست که ته جویونگ ادامه دهنده سلطنت گوگوریو است.

## خانواده
ته جویونگ دارای دو همسر بود. پسر او از همسر اولش ته گوم بود. پسران او از همسر دومش ته تان (ته مویه)، ته چوی چین، ته هو بانگ، ته نانگ آ بودند.
سرانجام ته تان (ته مویه) از همسر دوم ته جویونگ که بزرگ‌ترین پسر او بود به تخت سلطنت نشست.

## میراث
ته جویونگ با ایجاد حکومت بالهایی توانست مردم آواره گوگوریو را نجات دهد و کار مهمی را در تاریخ کره انجام دهد با این حال به دلیل استعمار ژاپن نقش حکومت بالهایی و ته جویونگ در نظر مردم کم‌اهمیت شد.